# Station Mamirolle
Station Mamirolle is een spoorweghalte in de Franse gemeente Mamirolle. Het wordt bediend door de treinen van de TER Bourgogne-Franche-Comté op de verbindingen  Besançon - Valdahon of Morteau of La Chaux-de-Fonds.